# Code de recouvrement des créances publiques
Lire en ligne

CRCP

Au Maroc, le Code de recouvrement des créances publiques est le texte législatif déterminant les modalités de recouvrement des droits, impôts et taxes des redevables.

## Historique
La loi n° 15-97 vient abroger Le dahir du 21 août 1935 portant règlement de poursuites en matière d'impôts directs, taxes assimilées et autres créances recouvrées par les agents du Trésor.

## Tables des matières
Titre I : Dispositions générales
Chapitre I : Champ d'application
Chapitre II : Des comptables chargés du recouvrement
Chapitre III : Des modes de recouvrement
Chapitre IV : de la force exécutoire
Titre II : Dispositions communes
Chapitre I : De l'exigibilité
Chapitre II : Du paiement
Chapitre III :  Du recouvrement forcé
Chapitre IV : Des obligations des tiers responsables ou solidaires ?
Chapitre V : Des obligations des dépositaires et tiers détenteurs
Chapitre VI :  Des suretés et privilèges
Chapitre VII : Des réclamations
Chapitre VIII : De la remise de la majoration de retard et des frais de recouvrement, De la prescription
Chapitre IX :  De la responsabilité en matière de recouvrement des créances publiques
Chapitre X :  Du droit de communication
Titre III : Dispositions particulières
Chapitre I : Des amendes et condamnations pécuniaires, dépens et frais de justice.
Titre IV : Dispositions diverses, transitoires et finales.
Chapitre I : Dispositions diverses
Chapitre II : Dispositions transitoires.
Chapitre III : Harmonisation des dispositions de la législation fiscale avec celle de la loi formant code de recouvrement
Chapitre IV : Dispositions finales.

## Dispositions de la loi
La loi n° 15-97 a institué le recouvrement forcé des créances de l'État.